# Engelberg (Winterbach)

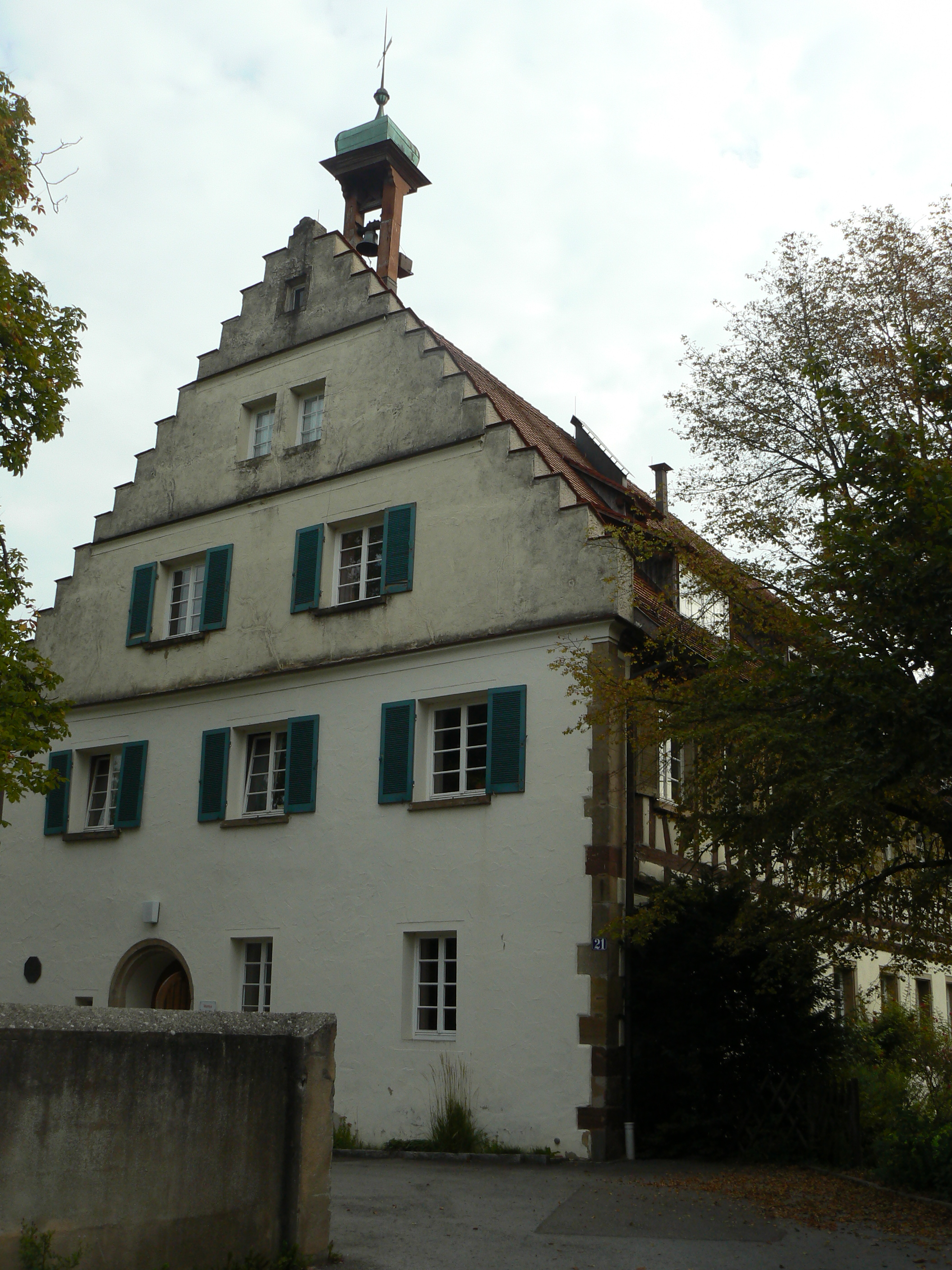
Jagdschloss Engelberg

Engelberg ist Teilort der Gemeinde Winterbach im Rems-Murr-Kreis (Baden-Württemberg) mit 240 Einwohnern (Stand 31. Dezember 2022). Der Ort liegt auf einer Anhöhe des Schurwaldes über dem Remstal. Im Spätmittelalter existierte hier für kurze Zeit ein Kloster.

## Geschichte
1466 stiftete Graf Ulrich V. von Württemberg bei einer beliebten Marien-Wallfahrtskapelle ein Augustinereremitenkloster, das noch im gleichen Jahr vom Konstanzer Generalvikar bestätigt wurde. Die materielle Ausstattung der Stiftung war jedoch dürftig, zumal die Wallfahrt unerwartet erlosch. 1525 wurde das Kloster von aufständischen Bauern zerstört, danach nicht wieder aufgebaut und 1538 aufgehoben. Der letzte Prior Johann Brentz übergab Engelberg samt Schulden an Württemberg. Ein Teil der Gebäude wurde abgerissen, wobei Material beim Festungsbau in Schorndorf verwendet wurde. 1602 wurde auf älterem Keller ein Jagdschloss errichtet, in dem bis 1817 der Oberforstmeister von Schorndorf amtete.

## Gegenwart
Der Ort ist heute vor allem von der Freien Waldorfschule Engelberg geprägt, die im Herbst 1945 gegründet wurde und ihren Unterrichtsbetrieb zunächst im Jagdschloss aufnahm. Das erste eigens für den Schulbetrieb errichtete Gebäude entstand 1951. Neben den Schulgebäuden für die heute knapp 1000 Schüler bestehen auch Wohngebäude für die Lehrer im „Steinbruch“, die sich leicht abgetrennt vom Ort befinden.
Für die Gemeinderatswahl bildet der Ortsteil Engelberg einen Wohnbezirk im Sinne der baden-württembergischen Gemeindeordnung für die Unechte Teilortswahl.